# Muffin
A muffin (IPA: ['mʌfɪn]) süteményfajta, melynek két fő változata az angol és az amerikai muffin. Legtöbbször kifejezetten erre a célra gyártott és vajjal vagy növényi zsiradékkal kikent muffinsütőben sütik meg. Egyszerűen és gyorsan elkészíthetőek: a hozzávalókat néhány mozdulattal elkeverjük, a kapott masszát zsiradékkal kikent vagy papírformával kibélelt muffinsütő edénybe kanalazzuk, majd 15–20 perc alatt készre sütjük. Többek között az Amerikai Egyesült Államokban, Franciaországban, Németországban és Magyarországon is igen népszerűek.
Az elkészítési módból következően rendkívül könnyedén és sokféleképpen variálható. Az egyszerű fűszerek mellett a nyers tészta gazdagítható például asztalt gyümölcsökkel, olajos magvakkal, gabonapelyhekkel és csokoládéval, illetve sós változat esetén sajttal, sonkával és zöldségekkel. Készre sütve lekvárral vagy különféle krémekkel tölthető, és cukormázzal vagy tejszínhabbal díszített változata is ismert.

## Elkészítési szempontok és lépések

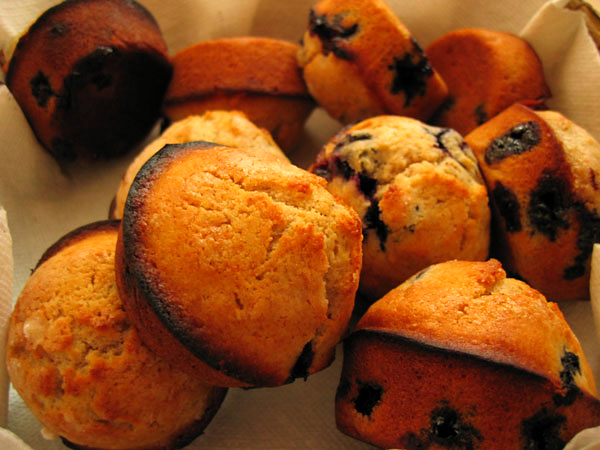
Szedres muffinok

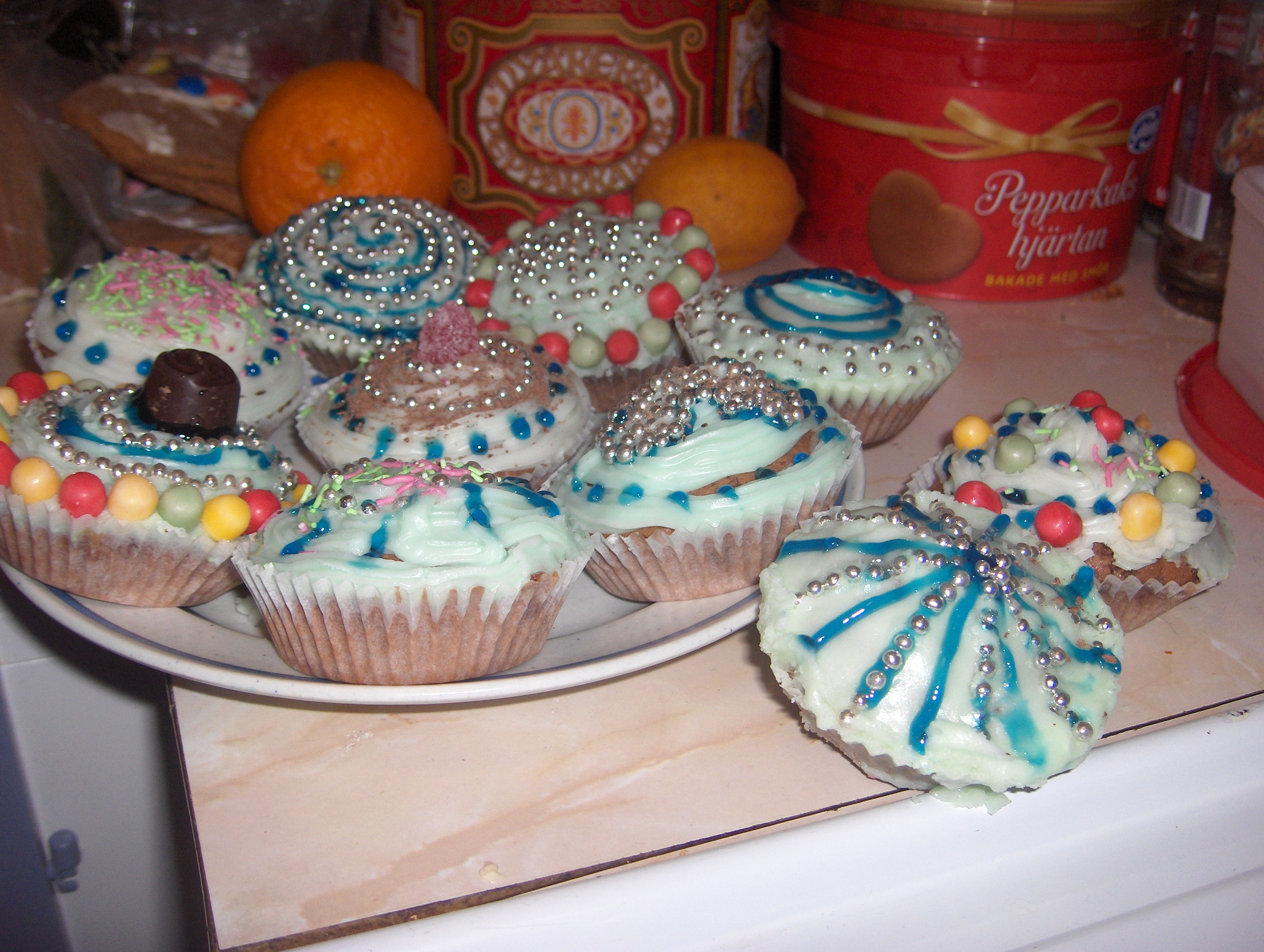
Svéd muffincsodák

- Sütőforma: A muffin sütéshez speciális muffin sütő forma szükséges, mely a háztartási boltokban és a nagyobb bevásárlóközpontokban könnyedén beszerezhető; általában 6 vagy 12 darab muffinnak helyt adó kivitelben. A formák készülhetnek alumíniumból, tapadásmentes bevonattal, illetve szilikonból. Az alumíniumformák esetében a tapadásmentes bevonat ellenére célszerű lehet papírkosárkákkal is kibélelni a muffinhelyeket, a szilikonból készült formák falára azonban egyáltalán nem tapad oda a tészta, így ezekhez nem szükséges papírkosárkákat vásárolni.

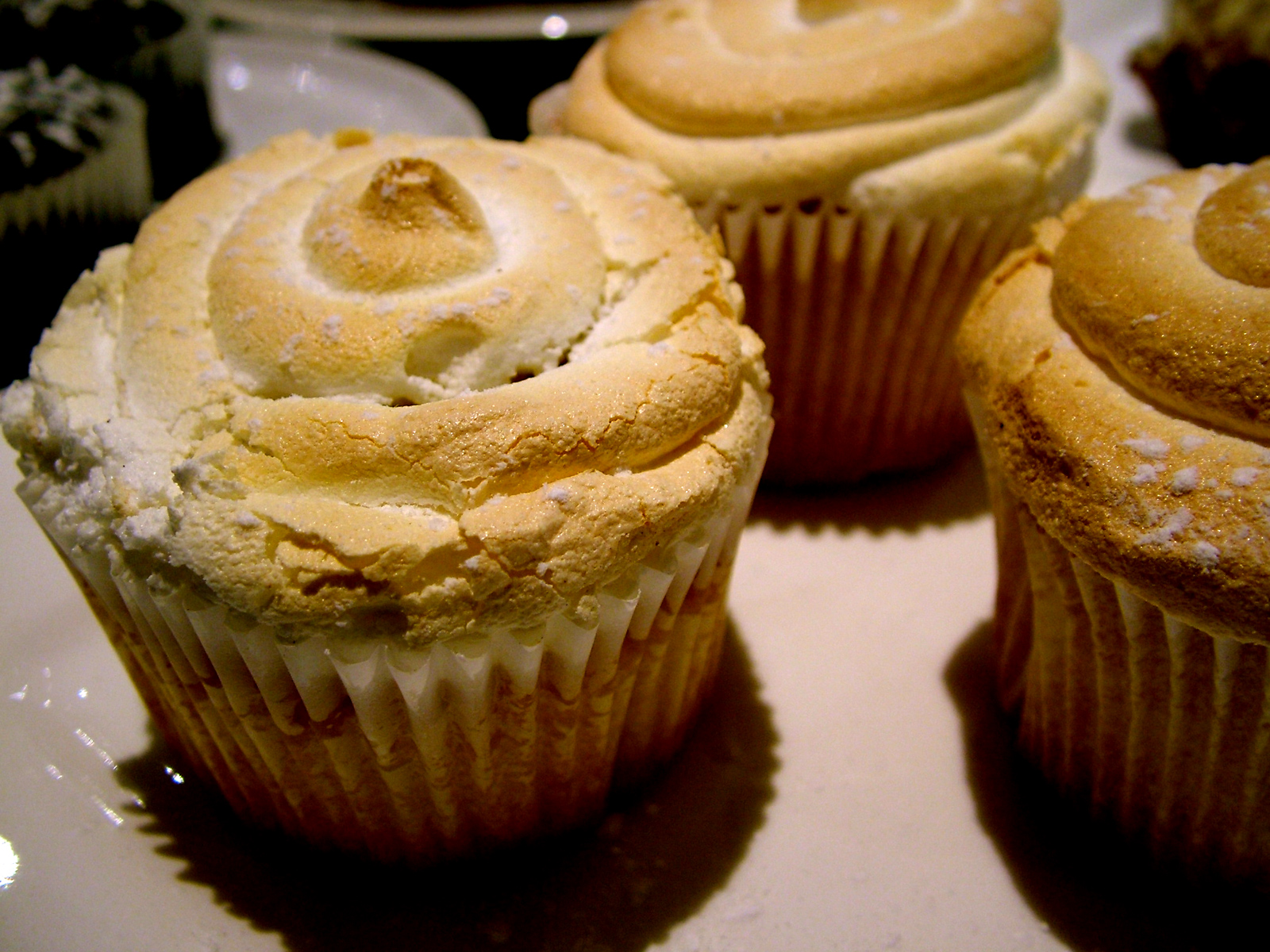
Citromos muffinok

Megjegyzendő, hogy a különféle forrásokból beszerezhető alumíniumformák a jelentős árkülönbségek ellenére gyakorta minden tekintetben azonosnak hatnak, tehát vásárláskor tanácsos lehet szemügyre venni a kifejezetten olcsó termékekre szakosodott kereskedések kínálatát is.
- Sütőforma előkészítése:
  - Papírkosár (kapszli) nélküli sütéshez minden esetben át kell kenni a sütőforma muffinhelyeit zsiradékkal. Erre a célra az égésre hajlamosabb vaj mellett a növényi zsiradékok is alkalmasak, például a margarinok vagy az olajak. Az olajak jelentős előnye, hogy használatukkor nem szükséges olvasztás; elegendő egyszerűen az egyik mélyedésbe önteni egy keveset, majd egy konyhai ecsettel végigdörzsölni az összes mélyedés alját és falát. Az így előkészített sütőformákból – ha a sütést követően 5–10 percig állni hagyjuk őket – rendszerint könnyedén kiborítható a kész sütemény, a vékony rétegben rátapadt tésztamaradék pedig sok esetben egyszerű száraz törléssel is eltávolítható.
  - Papírkosárkából kapható hagyományos, fehér színű, illetve dekoratívabb megjelenést kínáló színes fajta is. Akár 150–300 darabos csomagokban is fellelhetők, több különböző méretben, a forgalomban lévő muffinsütő formáknak megfelelően. A konyhai utómunkától szabadulni vágyóknak praktikus lehet a papírkosárkák használata, de a sütési összköltség növekedését, a termelt fölösleges papírhulladékot, valamint a papírral együtt esetlegesen odavesző tésztamennyiséget is célszerű figyelembe venni.

- Keverési technika: A muffinkészítés alapvető technikája a folyékony és a szilárd hozzávalók külön keverése, majd összeöntése és gyors elegyítése. Az elegyítés, és úgy általában a muffinkészítés egyik leglényegesebb szempontja az, hogy ne keverjük túl a tésztát: éppen csak annyi mozdulatot ejtsünk, hogy a teljes liszt átnedvesedjen, tehát ne maradjanak benne száraz „lisztszigetek”. Az optimális eredmény elérése érdekében a tésztának alapvetően darabosnak kell maradnia, sűrűség tekintetében pedig akkor megfelelő, ha éppen hogy belefolyatható egy kanálról a formába. A túlkeverés többek között lyukacsos, alagutakkal szabdalt belső tésztaszerkezetet eredményez, illetve egy sajátosan masszív, kenyérszerű állagot, amely a muffinok esetében jellemzően nemkívánatos.

- Térfogatnövelők: A receptekben említett sütőpor, mely a térfogatnövelő szerepét tölti be, részben vagy teljes egészében kiváltható egyszerű szódabikarbónával, amely a sütőporokkal ellentétben nem tartalmaz alumíniumsót vagy egyéb adalékanyagot. A szódabikarbóna a kisebb, bolti csomagok mellett gyógyszertárakban nagyobb kiszerelésben is kapható. A teljes kiváltáshoz célszerű a sütőpornál valamivel nagyobb mennyiségben alkalmazni, vagy a hatékonyság növeléséhez citromlével/citromsavval kiegészíteni.

- Sütés: A muffinok előmelegített sütőben sütendők, 190–225 °C-on (3–5-ös fokozaton), recepttől és formamérettől függően 12–25 percig. Tűpróbával ellenőrizhető, hogy a belsejük is átsült-e. A papírkosár nélkül sütött muffinok 5–10 percnyi hűlést követően rendszerint könnyedén kiboríthatók a kikent formából. Ezután, hogy a maradék belső nedvesség is távozhasson, ajánlott jól szellőző helyre tenni őket, például a sütőrácsra vagy egy tiszta konyharuhába.

- Töltelékek:
  - A lekvárt és az egyéb, krémszerű töltelékeket csak a sütés után szokás hozzáadni a lehűlt muffinhoz. Ez a művelet legegyszerűbben egy vékony csövű habnyomó segítségével végezhető el.
  - A száraz, középre szánt töltelékek (például mazsola, sajt vagy nehéz krémek) hozzáadásának legcélszerűbb módja az, ha először csak a muffintészta felét terítjük szét a muffinhelyekben, majd a félig telített muffinhelyek közepére tesszük a tölteléket, amelyet aztán befedünk a muffintészta másik felével. Általános praktika a száraz töltelék benedvesítése és belisztezése; ily módon kevésbé hajlamos lesüllyedni a tészta aljára.

- Eltarthatóság: Az elkészült és kihűlt muffinokat lefagyaszthatjuk, 1–2 hónapig is elállnak így. A közhiedelemmel ellentétben fogyasztás előtt nem szükséges mikrohullámú sütőben felolvasztani a megfagyott muffinokat; helyette egyszerűen tegyük ki őket egy tálra fóliástul, és hagyjuk magától kiolvadni. Reggel tegyük fel 2 percre a kenyérpirítóra, hogy újra ropogós és forró legyen.

- Az elkészítés alapvető lépései:

Sütőben dagadó muffinok

  - A száraz hozzávalókat gondosan mérjük ki, szórjuk bele egy mély tálba, és keverjük össze.
  - Öntsük hozzá a folyékony hozzávalókat, majd néhány mozdulattal keverjük az egészet darabos (de nem lisztes) masszává.
  - Kanállal töltsük a masszát a sütőformákba. Ügyeljünk arra, hogy nagy igyekezetünkben is csak ¾-ig töltsük meg a formát, hogy a muffinoknak legyen helyük megnőni a sütőben.
  - Helyezzük a megtöltött formákat a sütőbe, és süssük készre a muffinokat.

## Fajtái
- Édes muffinok
- Sós muffinok